# Bahnstrecke Mülheim-Heißen–Oberhausen-Osterfeld Nord
| Streckennummer: | 2182 Mülheim-Heißen–Schönebeck 2280 (Essen West–)Schönebeck–Frintrop 2261 Frintrop–OB-Osterfeld Nord |                                                  |                                                  |
| Kursbuchstrecke (DB): | 423, 450.9                                                                                           |                                                  |                                                  |
| Kursbuchstrecke: | 234d (Essen-Dellwig Ost – Essen West 1946)                                                           |                                                  |                                                  |
| Streckenlänge: | 10 km                                                                                                |                                                  |                                                  |
| Spurweite: | 1435 mm (Normalspur)                                                                                 |                                                  |                                                  |
| Stromsystem: | 15 kV 16,7 Hz ~                                                                                      |                                                  |                                                  |
| Streckengeschwindigkeit: | 80 km/h                                                                                              |                                                  |                                                  |
| | |                                                  |                                                  |
| \| \| \| Güterstrecke von Bottrop Nord (ehem. RhE) \| \| \| \| 0,0 \| Oberhausen-Osterfeld Nord (ehem. Rh Bf) \| Oberhausen-Osterfeld Nord (ehem. Rh Bf) \| \| \| \| Strecke Duisburg-Ruhrort–Bottrop Süd (ehem. CME) \| \| \| \| \| Güterstrecke nach Oberhausen West (ehem. RhE) \| \| \| \| \| Emscher \| \| \| \| \| Rhein-Herne-Kanal \| \| \| \| \| Güterstrecke von Oberhausen West \| \| \| \| 1,7 4,3 \| Osterfeld (alt) (Abzw) \| Osterfeld (alt) (Abzw) \| \| \| 4,5 \| Essen-Frintrop (alt) \| Essen-Frintrop (alt) \| \| \| 6,7 \| Essen-Frintrop Fbn (Abzw) \| Essen-Frintrop Fbn (Abzw) \| \| \| \| Güterstrecke nach Bottrop Süd \| \| \| \| \| S-Bahn-Strecke von Bottrop Hbf \| \| \| \| 7,4 \| Essen-Dellwig Ost Edo (Abzw) \| Essen-Dellwig Ost Edo (Abzw) \| \| \| \| Hauptstrecke Duisburg–Dortmund (ehem. CME) \| \| \| \| 7,8 \| Essen-Dellwig Ost (ehem. Hp) \| Essen-Dellwig Ost (ehem. Hp) \| \| \| 8,0 \| Essen-Dellwig Ost (Üst) (mit Hp zu Bf) \| Essen-Dellwig Ost (Üst) (mit Hp zu Bf) \| \| \| 9,1 \| Essen-Gerschede \| Essen-Gerschede \| \| \| 10,3 \| Essen-Borbeck (ehem. Bf) \| Essen-Borbeck (ehem. Bf) \| \| \| \| ehem. Verbindungsstrecke nach Essen-Altendorf \| \| \| \| 1,0 11,5 \| Schönebeck (Abzw) \| Schönebeck (Abzw) \| \| \| 11,6 \| Essen-Borbeck Süd \| Essen-Borbeck Süd \| \| \| \| ehem. Strecke von Essen-Altendorf (ehem. RhE) \| \| \| \| \| Bahnhofsgleis (ehem. Verbindungsstrecke) \| \| \| \| \| Hauptstrecke von Mülheim Hbf (ehem. BME) \| \| \| \| \| S-Bahn-Strecke von Mülheim Hbf \| \| \| \| 13,0 \| Essen-Frohnhausen (an der Strecke von Mülheim) \| Essen-Frohnhausen (an der Strecke von Mülheim) \| \| \| 14,1 \| Essen West \| Essen West \| \| \| \| Hauptstrecke nach Essen Hbf (ehem. BME) \| \| \| \| \| ehem. Strecke von Altendorf (Ruhr) (ehem. RhE) \| \| \| \| 0,0 00,0 \| Mülheim (Ruhr)-Heißen (Bft, ehem. Bf) \| Mülheim (Ruhr)-Heißen (Bft, ehem. Bf) \| \| \| \| ehem. Strecke nach Mülheim Hbf (ehem. RhE) \| \| \| \| \| \| \| \| Quellen: [1][2] \| \| \| \| | |                                                  |                                                  |
| Strecke | | Güterstrecke von Bottrop Nord (ehem. RhE)        | Güterstrecke von Bottrop Nord (ehem. RhE)        |
| ehemaliger Bahnhof | 0,0                                                                                                  | Oberhausen-Osterfeld Nord (ehem. Rh Bf)          | Oberhausen-Osterfeld Nord (ehem. Rh Bf)          |
| Kreuzung geradeaus oben | | Strecke Duisburg-Ruhrort–Bottrop Süd (ehem. CME) | Strecke Duisburg-Ruhrort–Bottrop Süd (ehem. CME) |
| Abzweig ehemals geradeaus und nach rechts | | Güterstrecke nach Oberhausen West (ehem. RhE)    | Güterstrecke nach Oberhausen West (ehem. RhE)    |
| Brücke über Wasserlauf (Strecke außer Betrieb) | | Emscher                                          | Emscher                                          |
| Brücke über Wasserlauf (Strecke außer Betrieb) | | Rhein-Herne-Kanal                                | Rhein-Herne-Kanal                                |
| Abzweig ehemals geradeaus und von rechts | | Güterstrecke von Oberhausen West                 | Güterstrecke von Oberhausen West                 |
| ehemalige Blockstelle | 1,7 4,3                                                                                              | Osterfeld (alt) (Abzw)                           | Osterfeld (alt) (Abzw)                           |
| ehemaliger Bahnhof | 4,5                                                                                                  | Essen-Frintrop (alt)                             | Essen-Frintrop (alt)                             |
| ehemalige Blockstelle | 6,7                                                                                                  | Essen-Frintrop Fbn (Abzw)                        | Essen-Frintrop Fbn (Abzw)                        |
| Abzweig ehemals geradeaus und nach links | | Güterstrecke nach Bottrop Süd                    | Güterstrecke nach Bottrop Süd                    |
| Abzweig ehemals geradeaus und von links | | S-Bahn-Strecke von Bottrop Hbf                   | S-Bahn-Strecke von Bottrop Hbf                   |
| ehemalige Blockstelle | 7,4                                                                                                  | Essen-Dellwig Ost Edo (Abzw)                     | Essen-Dellwig Ost Edo (Abzw)                     |
| Kreuzung geradeaus oben | | Hauptstrecke Duisburg–Dortmund (ehem. CME)       | Hauptstrecke Duisburg–Dortmund (ehem. CME)       |
| S-Bahnhof | 7,8                                                                                                  | Essen-Dellwig Ost (ehem. Hp)                     | Essen-Dellwig Ost (ehem. Hp)                     |
| ehemalige Überleitstelle / Spurwechsel | 8,0                                                                                                  | Essen-Dellwig Ost (Üst) (mit Hp zu Bf)           | Essen-Dellwig Ost (Üst) (mit Hp zu Bf)           |
| S-Bahn-Halt | 9,1                                                                                                  | Essen-Gerschede                                  | Essen-Gerschede                                  |
| S-Bahn-Halt | 10,3                                                                                                 | Essen-Borbeck (ehem. Bf)                         | Essen-Borbeck (ehem. Bf)                         |
| Abzweig geradeaus und ehemals nach links | | ehem. Verbindungsstrecke nach Essen-Altendorf    | ehem. Verbindungsstrecke nach Essen-Altendorf    |
| Strecke von links (außer Betrieb) · Abzweig geradeaus und ehemals nach rechts | 1,0 11,5                                                                                             | Schönebeck (Abzw)                                | Schönebeck (Abzw)                                |
| Strecke (außer Betrieb) · S-Bahn-Halt | 11,6                                                                                                 | Essen-Borbeck Süd                                | Essen-Borbeck Süd                                |
| Abzweig geradeaus und von links (Strecke außer Betrieb) · Kreuzung geradeaus oben (Querstrecke außer Betrieb) | | ehem. Strecke von Essen-Altendorf (ehem. RhE)    | ehem. Strecke von Essen-Altendorf (ehem. RhE)    |
| Abzweig ehemals geradeaus, ehemals nach links und von links · Kreuzung geradeaus unten · Strecke von rechts | | Bahnhofsgleis (ehem. Verbindungsstrecke)         | Bahnhofsgleis (ehem. Verbindungsstrecke)         |
| Kreuzung geradeaus unten · Kreuzung geradeaus unten · Abzweig geradeaus und von rechts | | Hauptstrecke von Mülheim Hbf (ehem. BME)         | Hauptstrecke von Mülheim Hbf (ehem. BME)         |
| Kreuzung geradeaus unten · Abzweig geradeaus und von rechts · Strecke | | S-Bahn-Strecke von Mülheim Hbf                   | S-Bahn-Strecke von Mülheim Hbf                   |
| Strecke · S-Bahn-Halt · Strecke | 13,0                                                                                                 | Essen-Frohnhausen (an der Strecke von Mülheim)   | Essen-Frohnhausen (an der Strecke von Mülheim)   |
| Strecke · S-Bahnhof · Dienststation / Betriebs- oder Güterbahnhof | 14,1                                                                                                 | Essen West                                       | Essen West                                       |
| Strecke · Strecke nach links · Strecke nach links | | Hauptstrecke nach Essen Hbf (ehem. BME)          | Hauptstrecke nach Essen Hbf (ehem. BME)          |
| Abzweig geradeaus und ehemals von links | | ehem. Strecke von Altendorf (Ruhr) (ehem. RhE)   | ehem. Strecke von Altendorf (Ruhr) (ehem. RhE)   |
| Betriebsstelle Strecke ab hier außer Betrieb | 0,0 00,0                                                                                             | Mülheim (Ruhr)-Heißen (Bft, ehem. Bf)            | Mülheim (Ruhr)-Heißen (Bft, ehem. Bf)            |
| Strecke (außer Betrieb) | | ehem. Strecke nach Mülheim Hbf (ehem. RhE)       | ehem. Strecke nach Mülheim Hbf (ehem. RhE)       |
| | |                                                  |                                                  |
| Quellen: | |                                                  |                                                  |

Die Bahnstrecke Mülheim-Heißen–Oberhausen-Osterfeld Nord ist eine ehemals durchgehende Eisenbahnstrecke im westlichen Ruhrgebiet von Heißen (heute Stadtteil von Mülheim an der Ruhr) nach Osterfeld (heute Stadtteil von Oberhausen).
Nach mehrmaligem Umbau wird die Strecke heute nur noch in zwei Abschnitten und dann in Verbindung mit anderen Strecken genutzt.

## Geschichte
Die Bahnstrecke wurde von der Rheinischen Eisenbahn-Gesellschaft als Verbindungsstrecke ihrer Bahnhöfe Heißen an ihrer Ruhrgebietsstrecke Osterath–Dortmund und Osterfeld RhE (heute Oberhausen-Osterfeld Nord) an ihrer Nordseestrecke Duisburg–Quakenbrück gebaut und am 1. Dezember 1872 zunächst nur für den Güterverkehr von Heißen bis Frintrop in Betrieb genommen. Am 1. Juli 1879 folgte dann die Eröffnung der Gesamtstrecke bis Osterfeld Nord auch für den Personenverkehr.

## Stilllegung

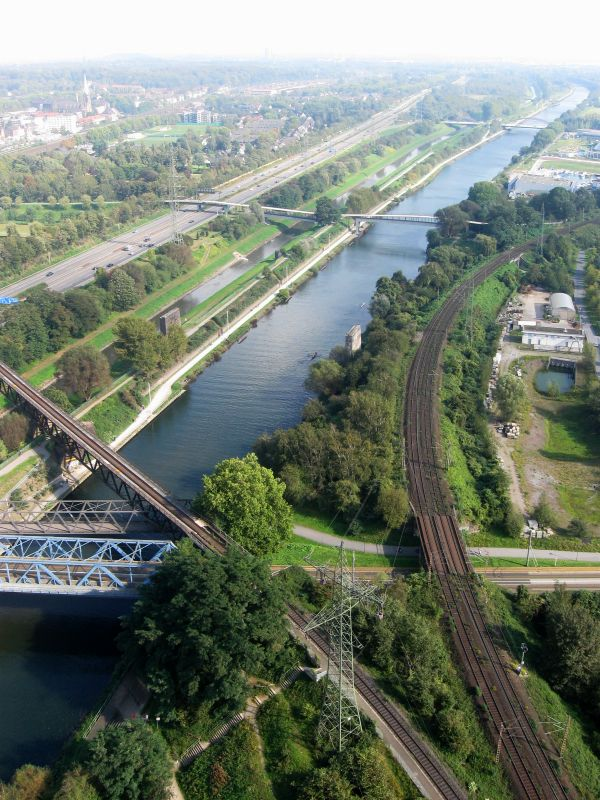
Die Strecke Heißen–Osterfeld Nord verband hier einst die Strecke Duisburg–Bottrop Nord (im Bild links) mit der Strecke Duisburg–Bottrop Süd (im Bild rechts) auf einer eigenen Brücke (Rhein-Herne-Kanal, Emscher). Im Gleisdreieck lag ein Anschluss zur GHH, dessen Brückenpfeiler in der Bildmitte erkennbar sind.

Während des Zweiten Weltkrieges wurden am 27. März 1945 die Brücken über Emscher und Rhein-Herne-Kanal gesprengt, der Personenverkehr auf der gesamten Strecke eingestellt. Ein Brückenfundament der Brücke über den Rhein-Herne-Kanal ist bis heute sichtbar.
Der Streckenabschnitt zwischen Osterfeld (alt) und Osterfeld Nord wurde nicht wieder in Betrieb genommen und am 16. März 1967 entwidmet, die ehemalige Trasse ist selbst auf Luftbildern nur noch zu erahnen.
Zwischen Mülheim-Heißen und Schönebeck fuhren nach dem Zweiten Weltkrieg in den Jahren 1946 bis 1948 noch einmal Personenzüge, der letzte Güterzug fuhr am 28. Mai 1967, zwei Jahre später erfolgte am 1. Mai 1969 die endgültige Stilllegung.

## Heutige Situation
Heute wird nur noch ein knapp zweieinhalb Kilometer langer Abschnitt ausschließlich für den Güterverkehr sowie ein gut vier Kilometer langer Abschnitt für den Personenverkehr genutzt.
1976 wurde die Strecke zwischen den Abzweigstellen Osterfeld und Essen-Frintrop elektrifiziert und dient heute als zweigleisige Güterzughauptbahn. Am 1. März 1996 wurde die Verbindung zwischen Essen-Frintrop und Essen-Dellwig Ost stillgelegt, der Güterverkehr von Oberhausen West fährt seitdem nur noch über die Abzweigstellen Prosper-Levin und Gerschede (nicht zu verwechseln mit dem Hp Essen-Gerschede) nach Bottrop Hbf beziehungsweise Bottrop Süd (unter Umgehung des Rangierbahnhofes Oberhausen-Osterfeld).
Der mittlere Streckenabschnitt zwischen den Abzweigstellen Schönebeck und Essen-Dellwig Ost wurde 1980 elektrifiziert und ist heute als zweigleisige Personenzughauptbahn klassifiziert. Im Norden ist sie nun durchgebunden an die eingleisige Verbindungsstrecke 2248 nach Bottrop Hbf, im Süden führt sie weiter als Strecke 2280 nach Essen West, wo sie in die S-Bahn-Strecke nach Essen Hbf mündet. Der eingleisige Abschnitt führt zu häufigen Verspätungen auf der Strecke, weswegen die Planung des zweigleisige Ausbaus, einschließlich des Turmbahnhofs Dellwig, im Maßnahmenprogramm Schiene 2022 des Landes Nordrhein-Westfalen verzeichnet wurde.
Am Haltepunkt Essen-Frohnhausen halten nur die S-Bahn-Linien S 1 und S 3 auf der Hauptstrecke, denn obwohl die Strecke mittig zwischen den beiden Bahnsteigen hindurchgeführt wird, hat sie selber keinen Bahnsteig. Ebenso durchfährt der Regional-Express RE 14 den Haltepunkt sowie auch den Bahnhof Essen West (mit Ausnahme der werktäglichen Verstärker zwischen Dorsten und Essen Hbf) auf der S-Bahn-Strecke und endet im Essener Hauptbahnhof am S-Bahnsteig (Stumpfgleis 8), da ein Wechsel zur Fernbahnstrecke eine Querung des Gegengleises erfordert.
Seit Dezember 2019 gibt es einen angenäherten 15-Minuten-Takt der Linien RE14 und S9 auf der Bahnstrecke (stündlich 4 Fahrten je Richtung). Der Bahnhof Essen-Borbeck sowie teilweise auch der Bahnhof Essen West werden von RE14 und S9 bedient – die weiteren Haltepunkte auf der Strecke nur von der S-Bahn.